# Demi-groupe inversif
En mathématiques, et notamment en algèbre, un demi-groupe inversif est un demi-groupe {\displaystyle S} où tout élément a un inverse unique au sens des demi-groupes : pour tout élément {\displaystyle x} de {\displaystyle S}, il existe un élément unique {\displaystyle y}  de {\displaystyle S} tel que {\displaystyle x=xyx} et {\displaystyle y=yxy}. 
Les demi-groupes inversifs apparaissent dans un certain nombre de contextes. L'exemple le plus courant est le demi-groupe des bijections partielles d'une ensemble dans lui-même appelé le demi-groupe inversif symétrique ou monoïde inversif symétrique sur cet ensemble.
Dans cette page, on écrit la fonction à droite de son argument, soit {\displaystyle xf} au lieu de {\displaystyle f(x)}, une convention que l'on rencontre fréquemment dans la théorie des demi-groupes.

## Origines
Les demi-groupes inversifs ont été introduits indépendamment par  Viktor Wagner (en)  en 1952 et par Gordon Preston en 1954.
Les deux auteurs arrivent aux demi-groupes inversifs via leur étude des bijections partielles d'un ensemble: une transformation partielle ou fonction {\displaystyle f} d'un ensemble {\displaystyle X} est une application de {\displaystyle A} sur {\displaystyle B}, où {\displaystyle A} et {\displaystyle B} sont des sous-ensembles de {\displaystyle X}. Si {\displaystyle f} et {\displaystyle g} sont deux transformations, de {\displaystyle X}, on peut les composer (de gauche à droite) sur le plus grand domaine où la composition a un sens, à savoir
{\displaystyle \operatorname {dom} fg=(\operatorname {im} f\cap \operatorname {dom} g)f^{-1}}
où {\displaystyle f^{-1}} dénote l'inverse de {\displaystyle f}. Wagner était le premier à observer que la composition de transformations partielles est un cas particulier du produit de relations binaires.
Il a aussi noté que le domaine de composition de deux transformations partielles pouvait être l'ensemble vide, et il a introduit la transformation vide pour tenir compte de ceci. Avec l'adjonction de cette transformation vide, la composition de transformations partielles sur un ensemble devient une opération binaire partout définie. Muni de cette composition, l'ensemble {\displaystyle {\mathcal {I}}_{X}} de toutes les transformations partielles d'un ensemble {\displaystyle X} forme un demi-groupe inversif, appelé le demi-groupe inversif symétrique ou monoïde inversif symétrique sur X. Ce demi-groupe est l'archétype d'un demi-groupe inversif, de manière analogue au rôle d'archétype joué par le groupe symétrique. Par exemple, tout comme un groupe peut être plongé dans un groupe symétrique, tout demi-groupe inversif peut être plongé dans un demi-groupe inversif symétrique (voir plus bas).
(Clifford et Preston 1967, Chapitre 7) ou (Howie 1995, Chapitre 5) sont des introductions brèves aux  demi-groupes inversifs. (Lawson 1998) et (Petrich 1984)  sont des présentations systématiques.

## Exemples
- Tout groupe est un demi-groupe inversif.
- Le  demi-groupe bicyclique est inversif, avec {\displaystyle (a,b)^{-1}=(b,a)}.
- Tout demi-treillis est un demi-groupe inversif.
- Un demi-groupe de Brandt (en) est inversif.
- Un demi-groupe de Munn est inversif.

## Propriétés de base
L'inverse (unique) d'un élément {\displaystyle x} d'un demi-groupe inversif {\displaystyle S} est généralement noté {\displaystyle x^{-1}}. Les inverses d'un demi-groupe inversif possèdent beaucoup de propriétés similaires des inverses dans un groupe; par exemple, on a {\displaystyle (xy)^{-1}=y^{-1}x^{-1}}. En revanche, {\displaystyle xx^{-1}} et {\displaystyle x^{-1}x} ne sont pas nécessairement égaux à l'identité (s'il y en a une), mais ils sont tous deux idempotents. Un demi-groupe inversif {\displaystyle S} dans lequel {\displaystyle xx^{-1}=1=x^{-1}x} pour tout {\displaystyle x} de {\displaystyle S} (un demi-groupe inversif unipotent) est un groupe.
Il existe plusieurs caractérisations équivalentes des demi-groupes inversifs.
Théorème — Soit {\displaystyle S} un demi-groupe. Les conditions suivantes sont équivalentes :
- Tout élément de {\displaystyle S} a un inverse unique, c'est-à-dire {\displaystyle S} est inversif.
- {\displaystyle S} est un  demi-groupe régulier (c’est-à-dire que tout élément de {\displaystyle S} a un au moins un inverse) et de plus les idempotents de {\displaystyle S} commutent (en d'autres termes, les idempotents de {\displaystyle S} forment un demi-treillis).
- Toute {\displaystyle {\mathcal {L}}}-classe toute {\displaystyle {\mathcal {R}}}-classe contient exactement un idempotent (ici {\displaystyle {\mathcal {L}}} et {\displaystyle {\mathcal {R}}} sont les relations de Green).

L'idempotent de la {\displaystyle {\mathcal {L}}}-classe de {\displaystyle x} est {\displaystyle x^{-1}x}, alors que l'idempotent de la   {\displaystyle {\mathcal {R}}}-classe de {\displaystyle x}  est {\displaystyle xx^{-1}}. Il en résulte une caractérisation simple des relations de Green dans un demi-groupe inversif :
{\displaystyle a\,{\mathcal {L}}\,b\iff a^{-1}a=b^{-1}b,\quad a\,{\mathcal {R}}\,b\iff aa^{-1}=bb^{-1}}

## Homomorphismes et représentations
Un morphisme (ou homomorphisme) d'un demi-groupe {\displaystyle S} dans un demi-groupe {\displaystyle T} est une application {\displaystyle f} de {\displaystyle S} dans {\displaystyle T} qui vérifie {\displaystyle (xy)f=(xf)(yf)} pour tout {\displaystyle x}, {\displaystyle y} de {\displaystyle S}. On a la propriété suivante : 
Propriété — L'image homomorphe d'un demi-groupe inversif est un demi-groupe inversif; de plus, l'image de l'inverse d'un élément est l'inverse de l'image de l'élément.
Historiquement un des premiers résultats concernant les demi-groupes inversifs est le théorème ci-dessous qui est l'analogue du théorème de Cayley pour les groupes :
Théorème de Wagner-Preston — Soit {\displaystyle S} un demi-groupe inversif. La fonction {\displaystyle f} de {\displaystyle S} dans le demi-groupe {\displaystyle {\mathcal {I}}_{S}} des bijections partielles sur {\displaystyle S} qui à un élément {\displaystyle a} de {\displaystyle S} associe la bijection partielle {\displaystyle af} de domaine {\displaystyle Sa^{-1}} et définie par {\displaystyle xaf=xa} pour {\displaystyle x} dans {\displaystyle Sa^{-1}} est une représentation fidèle de {\displaystyle S}.
En d'autres termes, tout demi-groupe inversif peut être plongé dans un demi-groupe inverse symétrique.

## Congruences et demi-groupes inverses
Un congruence de demi-groupe est une relation d'équivalence {\displaystyle \rho } compatible avec la loi de demi-groupe, c'est-à-dire vérifiant
{\displaystyle a\,\rho \,b,\quad c\,\rho \,d\implies ac\,\rho \,bd}.
Dans un demi-groupe inversif {\displaystyle S}, une relation particulière est la relation {\displaystyle \sigma }
définie par
{\displaystyle a\,\sigma \,b\iff } il existe {\displaystyle c\in S} avec {\displaystyle c\leq a,b}.
Ici, la relation d'ordre est définie par {\displaystyle x\leq y} si et seulement s'il existe un idempotent {\displaystyle e} tel que {\displaystyle x=ey}. On peut prouver que la relation  {\displaystyle \sigma } est bien une congruence, et qu'en fait c'est une congruence de groupe, ce qui signifie que le demi-groupe quotient {\displaystyle S/\sigma } est un groupe. Dans l'ensemble des congruences de groupe sur {\displaystyle S}, la congruence {\displaystyle \sigma } est la plus petite, dans le sens que si {\displaystyle \tau } est une autre congruence telle que {\displaystyle S/\tau } est un groupe, alors {\displaystyle \sigma } est contenue dans {\displaystyle \tau }. La congruence {\displaystyle \sigma } est appelée la congruence de groupe minimale sur {\displaystyle S}.

## Demi-groupe inversif libre
Le demi-groupe inversif libre sur un ensemble {\displaystyle X} est construit comme suit : on considère un ensemble {\displaystyle X^{-1}} en bijection avec {\displaystyle X}, et disjoint de {\displaystyle X}, et on pose {\displaystyle Y=X\cup X^{-1}}. Sur le demi-groupe libre {\displaystyle Y^{+}} de tous les mots non vides sur {\displaystyle Y}, on définit l'anti-isomorphisme involutif 
{\displaystyle w\mapsto w^{-1}}
pour un mot {\displaystyle w=y_{1}y_{2}\cdots y_{n}}, avec {\displaystyle y_{i}\in Y}, par
{\displaystyle w^{-1}=y_{n}^{-1}y_{n-1}^{-1}\cdots y_{2}^{-1}y_{1}^{-1}},
et, pour {\displaystyle x\in X}, 
{\displaystyle (x^{-1})^{-1}=x}.
Le demi-groupe {\displaystyle Y^{+}} muni de l'anti-isomorphisme involutif {\displaystyle w\mapsto w^{-1}} est appelé le demi-groupe involutif libre sur X. Le demi-groupe inversif libre sur {\displaystyle X}  est le quotient de {\displaystyle Y^{+}} par la congruence de Wagner définie par les relations
{\displaystyle xx^{-1}x\sim x,\ xx^{-1}yy^{-1}\sim yy^{-1}xx^{-1}} pour {\displaystyle x,y\in Y^{+}}.
Le problème du mot pour les groupes inversifs libres est décidable, mais plus compliqué que pour les groupes libres. Un résultat célèbre dans ce domaine est dû à Walter D. Munn qui a montré que les éléments du demi-groupe inversif libre peuvent être vus comme des arbres, d'ailleurs appelés arbres de Munn. La multiplication dans le demi-groupe inversif libre a un analogue dans les arbres de Munn qui correspond essentiellement à superposer des parties communes d'arbres.

## Généralisations
Comme mentionné plus haut, un demi-groupe inversif S peut être défini comme satisfaisant les conditions
1. S est un demi-groupe régulier et
2. les idempotents de S commutent.

On peut donc considérer les demi-groupes ne vérifiant qu'une des deux conditions. 
Howie, dans son livre énumère les exemples suivants : 
- demi-groupe régulier: c'est un demi-groupe S dans lequel  tout élément a au moins un inverse ; de manière équivalente, pour tout  a de S, il existe x dans S tel que axa = a.
- demi-groupe localement inversif : c'est un  demi-groupe régulier dans lequel eSe est un demi-groupe inversif pour tout idempotent e.
- demi-groupe orthodoxe : c'est un demi-groupe régulier dont les idempotents forment un sous-demi-groupe.
- demi-groupe inversif généralisé : c'est un  demi-groupe régulier dont les idempotents forment un ruban (en) normal, c'est-à-dire vérifient xyzx = xzyx, pour tous idempotents  x, y, z. On peut montrer[20] que la classe des demi-groupes inversifs généralisés est l'intersection des demi-groupes localement inversifs et des demi-groupes orthodoxes.